# Said bin Taimur
Said bin Taimur al Bu Said, född 13 augusti 1910 i Muskat, död 19 oktober 1972 i London, var sultan av Oman från det att han efterträdde sin far Taimur bin Faisal den 10 februari 1932, vid dennes abdikation, till att han själv störtades från tronen av sin son Qabus ibn Said den 23 juli 1970. Han skickades till exil i London, där han avled. Said bin Taimur ligger begravd i Surrey. 

## Biografi
Bin Taimur tog över makten efter sin far Taimur bin Faisal och styrde i början över ett land som nästan inte hade någon bra ekonomi och som var inbördes uppdelat.
Under början av femtiotalet eftersträvade bin Taimur efter att utöka sina oljerika områden för att försöka lätta på de stora ekonomiska problemen i landet och förstärka hans makt. Men man behövde ha samtycke från de inhemska schejkerna för detta. Det väntade sig inte bin Taimur, och ett uppror bröt ut år 1954 under ledning av en ny Imam. De ville ha mer frihet. Vid 1959 hade ibn Taimur återetablerat sin auktoritet. 
Eftersom britterna hade styrt över Oman fram till 1951 hade sultanen fortfarande, främst militärisk kontakt med landet. År 1958 drog bin Taimur sig tillbaka från Muskat till kuststaden och regionskapitalet för Dhofar-regionen, Salala i sydvästra Oman. Där stannade han, förutom när han då och då åkte på privata resor till Storbritannien. 
1964 bröt ett annat uppror ut, denna gång startat av en marxistisk region i grannlandet Jemen. Upproret startades den här gången i just Dhofar och skulle pågå ända till 1975.
Bin Taimurs styre räknas som en av de bisarraste regimerna i modern tid. Papperspengar var obrukbara och bin Taimur själv hade en enorm pengabinge. Att befinna sig i bin Taimurs drömmar var straffbart, liksom användning av radioapparater, cyklar och glasögon.

### Död
Bin Taimur störtades genom en en statskupp genomförd av sin egen son, Qabus ibn Said den 23 juli 1970. Statskuppen hade godkänts av britterna, som höll det hemligt för bin Taimur. Sultanen fick dra sig tillbaka till London, Storbritannien där han stannade till sin död, den 19 oktober 1972.